# Joseph Dagobert Olivier
Pour les articles homonymes, voir Olivier (homonymie).
Joseph Dagobert Olivier est un homme politique français né le 9 septembre 1792 à Longwy (à l'époque en Moselle) et décédé le 11 août 1872 à Witternesse (Pas-de-Calais).

## Biographie
Fils de Jean-Baptiste Olivier, général d'empire, il entre à l'école militaire de Saint-Cyr en 1809 et fait les campagnes de 1812 à 1815. Il reprend du service de 1818 à 1823 et quitte l'armée avec le grade de capitaine.
Commandant de la garde nationale et conseiller municipal de Saint-Omer, il est député du Pas-de-Calais de 1830 à 1831, siégeant à gauche, puis de 1848 à 1849, siégeant avec la gauche modérée.

## Sources
- « Joseph Dagobert Olivier », dans Adolphe Robert et Gaston Cougny, Dictionnaire des parlementaires français, Edgar Bourloton, 1889-1891 [détail de l’édition]